# Habenaria thomana
Espèce
Statut de conservation UICN

 VU B2ab(iii) : Vulnérable
Habenaria thomana Rchb.f. est une espèce de plantes à fleurs de la famille des Orchidaceae et du genre Habenaria, présente sur la ligne montagneuse du Cameroun.

## Étymologie
Son épithète spécifique thomana fait référence à l'île de São Tomé, où les premiers spécimens ont été découverts et dont on a longtemps pensé que l'espèce était endémique.

## Description
Habenaria thomana est une herbe terrestre qui peut atteindre 60 cm de haut. Les feuilles sont rassemblées à la base de la plante par groupes allant jusqu'à 9 feuilles. Les inflorescences érigées mesurentde 20 à 50 cm de long et portent 10 à 30 fleurs vertes.

## Habitat et distribution
Habenaria thomana a été observée dans les forêts primaires et parfois secondaires de Guinée équatoriale (Bioko), du Cameroun et principalement de Sao Tomé-et-Principe.

## Conservation
Habenaria thomana est une plante classée comme vulnérable sur la liste rouge de l'UICN.